# Tournoi de tennis Tokyo Indoors (WTA 1978)
Le tournoi de tennis Tokyo Indoors est un tournoi de tennis professionnel. L'édition féminine 1978 se dispute à Tokyo & Kobe du 21 au 26 novembre 1978.
Tracy Austin remporte le simple dames. En finale, elle bat Martina Navrátilová, décrochant à cette occasion le 3e titre de sa carrière sur le circuit WTA.
L'épreuve de double voit quant à elle s'imposer Martina Navrátilová et Betty Stöve.

## Résultats en simple

### Parcours
Deux têtes de série sont exemptées de premier tour.
| No | Joueuse             | Résultat | Ultime adversaire       |
| -- | ------------------- | -------- | ----------------------- |
| 1  | Martina Navrátilová | Finale   | Tracy Austin (2)        |
| 2  | Tracy Austin        | Victoire | Martina Navrátilová (1) |

### Tableau
|  |                     |                     |              |          |          |   |   |        |        |        |        |        |
|  | 1er tour            | 1er tour            | 1er tour     | 1er tour | 1er tour |   |   | Finale | Finale | Finale | Finale | Finale |
|  |                     |                     |              |          |          |   |   |        |        |        |        |        |
|  |                     |                     |              |          |          |   |   |        |        |        |        |        |
|  | Martina Navrátilová | (1)                 | 6            | 6        |          |   |   |        |        |        |        |        |
|  | Martina Navrátilová | (1)                 | 6            | 6        |          |   |   |        |        |        |        |        |
|  | Virginia Ruzici     |                     | 4            | 3        |          |   |   |        |        |        |        |        |
|  | Virginia Ruzici     | Martina Navrátilová | 4            | 3        | (1)      | 1 | 1 |        |        |        |        |        |
|  |                     |                     |              |          |          | 1 | 1 |        |        |        |        |        |
|  |                     |                     | Tracy Austin | (2)      | 6        | 6 |   |        |        |        |        |        |
|  | Kathy May           |                     | Tracy Austin | (2)      | 6        | 6 | 3 | 2      |        |        |        |        |
|  | Kathy May           |                     |              |          |          |   | 3 | 2      |        |        |        |        |
|  | Tracy Austin        | (2)                 | 6            | 6        |          |   |   |        |        |        |        |        |
|  | Tracy Austin        | (2)                 | 6            | 6        |          |   |   |        |        |        |        |        |

## Résultats en double

### Tableau final
|  |                                 |  |   |   |   |
|  | Finale                          |  |   |   |   |
|  |                                 |  |   |   |   |
|  |                                 |  |   |   |   |
|  | Martina Navrátilová Betty Stöve |  | 4 | 7 | 6 |
|  | Martina Navrátilová Betty Stöve |  | 4 | 7 | 6 |
|  | Tracy Austin Kathy May          |  | 6 | 6 | 3 |